# Влача
Влача (словац. Vlača) — село и одноимённая община в районе Вранов-над-Топлёу Прешовского края Словакии. В письменных источниках начинает упоминаться с 1349 года.

## География
Село расположено в южной части края, на левом берегу реки Топли, при автодороге 3632. Абсолютная высота — 188 метров над уровнем моря. Площадь муниципалитета составляет 4,25 км².

## Население
По данным последней официальной переписи 2011 года, численность населения Влачи составляла 232 человека.
Динамика численности населения общины по годам:
| Год:                | 1994 | 2004    | 2014    | 2024     |
| ------------------- | ---- | ------- | ------- | -------- |
| Количество человек: | 224  | 230     | 234     | 209      |
| Разница:            |      | +2,67 % | +1,73 % | −10,68 % |